# Schønnemann
Schønnemann (oprindeligt stavet Schönnemann) er en dansk slægt, der oprindeligt kommer fra Østrig, hvor den har været en del af den østrigske adel. I Danmark findes bl.a. optegnelser på flere individer i slægten, der har været en del af kronens rytterhær. De fleste af disse har været officerer og de menes at stamme fra fire brødre i slægten, der kom til Danmark.
Slægten skal forveksles med Schønemann/Schönemann.
| Slægtsnavne | Spire Denne artikel om et slægtsnavn er en spire som bør udbygges. Du er velkommen til at hjælpe Wikipedia ved at udvide den. |